# Północ Kanady

Północ Kanady

Północ Kanady – region geograficzny, historyczny i kulturowy obejmujący kanadyjską Arktykę i tereny subarktyczne. Obejmuje całość obszaru terytoriów – Nunavut, Terytoria Północno-Zachodnie, 
Yukon oraz północne krańce prowincji – Alberta, Saskatchewan, Manitoba, Ontario, Quebec i Nowa Fundlandia i Labrador. Region charakteryzuje się surowym klimatem, monotonnym krajobrazem, ubogą roślinnością oraz bardzo niską gęstością zaludnienia. Większość mieszkańców regionu to przedstawiciele rdzennych ludów.